# ألكسندر مايسنر
ألكسندر مايسنر (بالألمانية: Alexander Meißner)‏ (و. 1883 – 1958 م) هو فيزيائي من النمسا. ولد في فيينا.
توفي في برلين.

## التعليم
تعلم في الجامعة التقنية في فيينا

## أعمال بارزة
من أهم أعماله Armstrong oscillator

## جوائز
حصل على جوائز منها:
- Commander's Cross of the Order of Merit ofthe Federal Republic of Germany
- Rudolf-Diesel-Medaille.

## روابط خارجية
- ألكسندر مايسنر على موقع الموسوعة البريطانية (الإنجليزية)
- ألكسندر مايسنر على موقع مونزينجر (الألمانية)